# Wyspy Raja Ampat
Wyspy Raja Ampat (indonez. Kepulauan Raja Ampat) – archipelag w Indonezji między Morzem Seram i Oceanem Spokojnym, na zachód od półwyspu Ptasia Głowa; administracyjnie wchodzi w skład prowincji Papua Południowo-Zachodnia, tworząc dystrykt Raja Ampat ze stolicą w Waisai; powierzchnia dystryktu 46 296 km² (wyspy i akwen morski); około 46 tys. mieszkańców (2015); główne wyspy: Waigeo, Misool, Salawati, Batanta.
Od półwyspu Ptasia Głowa oddzielone cieśninami Dampiera i Sele.
Porośnięte lasem równikowym; uprawa ryżu, palmy kokosowej, sagowca; rybołówstwo.
Na wyspach używane są języki Raja Ampat (w tym ma’ya), a także języki migrantów (biak i moi, tobelo z północnych Moluków, bugijski oraz języki z regionu Buton). Dużą rolę odgrywa też język indonezyjski wraz z lokalnym malajskim.
Historycznie wyspy znajdowały się pod kontrolą Sułtanatu Tidore. Ludność Ma’ya to wyznawcy islamu, inne grupy przyjęły chrześcijaństwo w poł. XX w.
Raja Ampat to idealne miejsce do podziwiania tętniącego życiem oceanu. Archipelag ten uchodzi za jedno z najlepszych miejsc nurkowych na świecie. W 2005 roku Raja Ampat zostało wpisane na listę informacyjną UNESCO.